# Standing Up
Standing Up è un film del 2013 diretto da D.J. Caruso.
Film drammatico statunitense, basato sul libro The Goats di Brock Cole del 1987.